# Fame (tv-serie)
 For alternative betydninger, se Fame. (Se også artikler, som begynder med Fame)
Fame er en amerikansk tv-serie, der sendtes første gang på NBC fra 1982, og vistes i 136 episoder over seks sæsoner til 1987. Tv-serien er baseret på filmen af samme navn fra 1980. Ved at bruge en blanding af drama og musik, følger serien de studerendes liv på et fakultet ved New York City High School for the Performing Arts. Selvom serien er fiktionel, var den baseret på den virkelige Fiorello H. LaGuardia High School of Music & Art and Performing Arts i New York. De fleste indendørsscener blev indspillet i Hollywood i Californien. I alle sæsoners episoder, med undtagelse af den tredje sæson, er alle udendørsscener optaget i New York City.